# Geranium seemannii
Geranium seemannii là một loài thực vật có hoa trong họ Mỏ hạc. Loài này được Peyr. mô tả khoa học đầu tiên năm 1859.